# Sidoasih
Sidoasih is een bestuurslaag in het regentschap Lampung Selatan van de provincie Lampung, Indonesië. Sidoasih telt 2335 inwoners (volkstelling 2010).